# Ammerån
Ammerån este o arie protejată (arie specială de conservare — SAC, sit de importanță comunitară — SCI) din Suedia întinsă pe o suprafață de 4.093,3 ha, integral pe uscat.

## Localizare
Centrul sitului Ammerån este situat la coordonatele 63°31′09″N 15°27′17″E / 63.5191°N 15.4547°E.

## Înființare
Situl Ammerån a fost declarat sit de importanță comunitară în ianuarie 2002 pentru a proteja 3 specii de animale. Situl a fost protejat și ca arie specială de conservare în martie 2011.

## Biodiversitate
Situată în ecoregiunile alpină și boreală, aria protejată conține 3 habitate naturale: Râuri naturale fino-scandinave, Ape stătătoare oligotrofe până la mezotrofe, cu vegetație de Littorelletea uniflorae și/sau de Isoëto-Nanojuncetea, Cursuri de apă de la nivel de câmpie la nivel montan, cu vegetație Ranunculion fluitantis și Callitricho-Batrachion.
La baza desemnării sitului se află mai multe specii protejate:
- mamifere (1): vidră de râu (Lutra lutra)
- nevertebrate (1): Margaritifera margaritifera
- pești (1): zglăvoacă (Cottus gobio)